# Трагопан чорноголовий
Трагопан чорноголовий (Tragopan melanocephalus) — вид куроподібних птахів родини фазанових (Phasianidae). Поширений в Південній Азії.

## Поширення та чисельність
Вид має диз'юктивне поширення в західній частині Гімалаїв. Поширений від району Інд-Кохістан (північ Пакистану), на схід через Кашмір і Гімачал-Прадеш до Уттаракханд на північному заході Індії. У період розмноження (квітень-червень) населяє малопорушені хвойні та листяні ліси помірного поясу на висоті 2400-3600 м. Взимку він здійснює дуже локальні висотні або бічні міграції до трав'янистих або чагарникових балок з меншим сніговим покривом, між 1750 м і 3000 м над рівнем моря.
Хоча історично описувався як рідкісний та місцевий птах, оцінка популяції в середині 1980-х років у 1600-4800 птахів була переглянута в середині 1990-х років до приблизно 5000 птахів після відкриття кількох значних популяцій у північному Пакистані, найбільша з яких (попередньо оцінена в 325 пар) знаходиться в долині Палас. Раніше висловлювалося припущення, що зараз у дикій природі залишилося лише 2500—3500 особин, враховуючи можливі минулі переоцінки та поточні загрози виду. Однак останнім часом оцінки понад 3500 птахів у регіонах Джамму та Кашмір, що перебувають під управлінням Пакистану, разом із відкриттям нових популяцій в Уттракханді та Кашмірі, свідчать про необхідність перегляду глобальних оцінок у бік збільшення.

## Опис
Довжина самця 68—73 см; самиці 60 см. У самця чорний капюшон, складчастий червоний гребінь на потилиці, а обличчя покриває ділянка голої червоної шкіри. Дзьоб чорний з кінчиком рогового кольору, а щоки синьо-зелені. Два маленьких блакитних ріжки обрамляють чорну вершину голови. Верхня частина, а також крила та третинні махові пір'я дрібно вкриті сірими та чорними смужками з великими круглими білими очними плямами з чорним контуром. Шия червона. Хвіст червоно-коричневий і чорний з неправильними чорними смугами на кінчику. Оголене горло має темно-синій колір і розширюється до свого роду яскраво-червоного «кляпа», який покриває верхню частину грудей. Решта нижніх ділянок чорні, вкриті цілою серією неправильних білих смужок з червоними плямами. Боки і черевце посипані сірим і темно-коричневим кольором. Між самцем і самицею дуже виражений статевий диморфізм. Самиця має загальне сіре оперення, яке набагато тьмяніше, ніж у самця. Спина сірувато-коричнева, а голова і шия з легким червоним відтінком. Нижня частина вкрита сірими та темно-коричневими плямами на горлі з палевими плямами.

## Спосіб життя
Навесні цей птах трапляється поодинокими парами, а взимку — невеликими групами. Під час зимового сезону, коли він блукає в пошуках їжі, нерідко можна знайти екземпляри в невеликих змішаних групах. Раціон складається в основному з листя дерев і пагонів бамбука, але він також харчується корінням, квітами, насінням, жолудями, ягодами, бруньками та цибулинами. Інколи поїдає дрібних безхребетних, такі як личинки комах.
Сезон розмноження триває з квітня по червень. Гніздо — проста ямка на землі під прикриттям куща чи скелі або у дуплі дерева. У рідкісних випадках може розташовуватися на гілці на великій висоті. Часто використовується покинуте гніздо іншого виду. Але загалом трагопан чорноголовий гніздиться на землі частіше, ніж інші види трагопанів. Кладка складається в середньому з 3-6 яєць. Самець моногамний і бере участь в насиджуванні, яке триває близько трьох тижнів.